# Coryanthes pegiae
Coryanthes pegiae là một loài thực vật có hoa trong họ Lan. Loài này được G.A.Romero mô tả khoa học đầu tiên năm 1986.